# 韓国文学賞
韓国文学賞(かんこくぶんがくしょう)は韓国の文学賞。

## 概要
韓国文学賞は、社団法人韓国文人協会によって韓国文学の発展に寄与した作品が毎年選び出され、その作品の作者に与えられる賞である。その分野は詩、小説、戯曲、随筆、文学評論、児童文学と幅広い。1984年以降は各分野ごとに優れた作品を選定している。

## 受賞作家及び受賞作品
| 受賞年           | 部門     | 受賞者            | 受賞作品名                               |
| ---------------- | -------- | ----------------- | ---------------------------------------- |
| 第1回（1964年）  | 詩       | 馬海松            | 「떡배」                                 |
| 第2回（1965年）  | 詩       | 金鐘文            | 「신시집」                               |
| 第3回（1966年）  | 小説     | 朴花城            | 「증언」                                 |
| 第4回（1967年）  | 文学評論 | 鄭泰榕            | 「현대시인연구」                         |
| 第5回（1968年）  | 詩       | 辛夕汀            | 「산의 서곡」                            |
| 第6回（1969年）  | 小説     | 李貞桓            | 「수라도」                               |
| 第7回（1970年）  | 小説     | 河瑾燦            | 「일본도」                               |
| 第8回（1971年）  | 小説     | 朴敬洙            | 「동토」                                 |
| 第9回（1972年）  | 詩       | 李秋林            | 「이조떡살」                             |
| 第10回（1973年） | 詩       | 李元寿            | 「꽃바람 속에」                          |
| 第11回（1974年） | 随筆     | 趙敬姫            | 「면역의 거리」                          |
| 第11回（1974年） | 時調     | 鄭椀永            | 「실일의 명」                            |
| 第12回（1975年） | 詩       | 韓性祺            | 「구암리」                               |
| 第13回（1976年） | 戯曲     | 朴賢淑            | 「가면무도회」                           |
| 第14回（1977年） | 詩       | 金時哲            | 「임금」                                 |
| 第15回（1978年） | 詩       | ク･キョンソ       | 「투계」                                 |
| 第16回（1979年） | 小説     | 徐基源            | 「이조백자 마리아상」                    |
| 第17回（1980年） | 文学評論 | 元亨甲            | 「포멀리즘과 현상학 사이」               |
| 第18回（1981年） | 詩       | 李石              | 「화혼집」                               |
| 第18回（1981年） | 随筆     | 徐廷範            | 「그 생명의 고향」                       |
| 第19回（1982年） | 小説     | 金龍雲            | 「통나무집, 안개꽃」                     |
| 第20回（1983年） | 文学評論 | 尹在根            | 「만해시와 주제적 시론」                 |
| 第21回（1984年） | 詩       | 金初蕙            | 「떠돌이 별」                            |
| 第21回（1984年） | 児童文学 | ソン･ミョンホ     | 「다섯계정의 노래」                      |
| 第22回（1985年） | 小説     | 呉仁文            | 「하늘에 걸린 얼굴」                     |
| 第23回（1986年） | 童話     | 朴京鍾            | 「팔지않는 기차표」                      |
| 第23回（1986年） | 詩       | チョン･ムンホ     | 「넉넉한 밤을 위하여」                   |
| 第24回（1987年） | 詩       | 洪潤基            | 「내가 처음 너에게 던전 것은」           |
| 第24回（1987年） | 小説     | 崔美娜            | 「이슬의 얼굴」                          |
| 第25回（1988年） | 戯曲     | チョン･オクチュ   | 「그림자 연」                            |
| 第25回（1988年） | 文学評論 | 尹柄魯            | 「한국근대작가 작품연구」                |
| 第26回（1989年） | 随筆     | イ･チョルホ       | 「사랑의 방 너머엔 슬픔의 아침이」       |
| 第26回（1989年） | 小説     | 李東熙            | 「울고가는 저 기러기」                   |
| 第26回（1989年） | 詩       | イ･ヨルジュ       | 「달맞이 꽃」                            |
| 第27回（1990年） | 時調     | 李殷邦            | 「하늘 못」                              |
| 第27回（1990年） | 小説     | 廉在萬            | 「말뚝에 절하고」                        |
| 第27回（1990年） | 詩       | 陳乙洲            | 「그대의 분홍빛 슬픔은」                 |
| 第28回（1991年） | 詩       | 崔銀河            | 「꽃과 사라의 그림자」                   |
| 第28回（1991年） | 小説     | 趙秀妃            | 「미완의 바람」                          |
| 第28回（1991年） | 戯曲     | チュ･トンウン     | 「S강의 조종」                           |
| 第29回（1992年） | 詩       | 朴貞姫            | 「다시 만날 그날까지」                   |
| 第29回（1992年） | 戯曲     | パク･イルドン     | 「달래 아리랑」                          |
| 第29回（1992年） | 随筆     | 柳恵子            | 「절반은 그리움, 절반은 바람」           |
| 第30回（1993年） | 詩       | ハン･スンフン     | 「소리없는 대화」                        |
| 第30回（1993年） | 詩       | 宋東均            | 「밤에만 울던 뻐구기 왜 낮에도 우는가」  |
| 第30回（1993年） | 小説     | 安章煥            | 「꽃샘 바람」                            |
| 第31回（1994年） | 詩       | 金后蘭            | 「서울의 새벽」                          |
| 第31回（1994年） | 戯曲     | 河有祥            | 「감투바람」                             |
| 第31回（1994年） | 児童文学 | キム･キウォン     | 「숙제 없는 학교」                       |
| 第32回（1995年） | 時調     | 崔勝範            | 「천지에서」                             |
| 第32回（1995年） | 小説     | 宋媛熙            | 「안중근」                               |
| 第32回（1995年） | 詩       | キム･キュファ     | 「멀어지는 가을」                        |
| 第33回（1996年） | 詩       | 梁彩英            | 「한림으로 가는 길」                     |
| 第33回（1996年） | 時調     | 柳相徳            | 「버라보는 사람을위하여」                |
| 第33回（1996年） | 小説     | 全商国            | 「사이코」                               |
| 第33回（1996年） | 随筆     | 尹在天            | 「나뉘고 나뉘어도 하나인 우리를 위하여」 |
| 第33回（1996年） | 戯曲     | 姜誠姫            | 「희곡전집」                             |
| 第33回（1996年） | 児童文学 | 李相鉉            | 「아이들은 시집속에서 꿈꾼다」           |
| 第34回（1997年） | 詩       | 金昌稷            | 「달과 영혼과의 간주곡」                 |
| 第34回（1997年） | 詩       | 姜桂淳            | 「시선집」                               |
| 第34回（1997年） | 時調     | 金南煥            | 「아차돈의 강」                          |
| 第35回（1998年） | 詩       | パク･ミョンウン   | 「뒤돌아보기」｢강」                      |
| 第35回（1998年） | 小説     | 李揆姫            | 「그 여자의 뜀박질은 끝나지 않았다」     |
| 第35回（1998年） | 随筆     | キム･ビョングォン | 「생각하는 눈」                          |
| 第36回（1999年） | 小説     | 呉成賛            | 「진혼아리랑」                           |
| 第36回（1999年） | 時調     | 鄭載益            | 「팔공산 가는 구름」                     |
| 第36回（1999年） | 児童文学 | キム･シンチョル   | 「백두산 가는 길」                       |
| 第37回（2000年） | 小説     | 丘仁煥            | 「산밑 사람들」                          |
| 第37回（2000年） | 戯曲     | フン･スンジュ     | 「카인의 비극」                          |
| 第37回（2000年） | 文学評論 | 金永秀            | 「한국문학 웃음의 미학」                 |
| 第38回（2001年） | 小説     | 白始宗            | 「그 여름의 풍향계」                     |
| 第38回（2001年） | 戯曲     | リュ･ポサン       | 「사기꾼 천국」                          |
| 第38回（2001年） | 詩       | 李炳勲            | 「변산 골짝에 이는 바람」                |
| 第38回（2001年） | 時調     | 韓粉順            | 「소녀」                                 |
| 第38回（2001年） | 随筆     | 朴演求            | 「초상화」                               |
| 第40回（2003年） | 小説     | 金芝娟            | 「산막의 영물」                          |
| 第40回（2003年） | 戯曲     | 金永武            | 「퇴계선생 상소문」                      |
| 第40回（2003年） | 詩       | 李郷莪            | 「꽃들은 진저리를 친다」                 |
| 第40回（2003年） | 時調     | イ･ウゴル         | 「맹인」                                 |
| 第40回（2003年） | 随筆     | 金時憲            | 「허무의 표정」                          |
| 第40回（2003年） | 児童文学 | 李栄浩            | 「멀리보는 새」                          |
| 第43回（2004年） | 詩       | 鄭孔采            | 「새로운 우수」                          |
| 第43回（2004年） | 小説     | 孫永穆            | 「유년의 환상」                          |
| 第43回（2004年） | 児童文学 | 李在徹            | 「방정환론」                             |